# Robert Maxwell

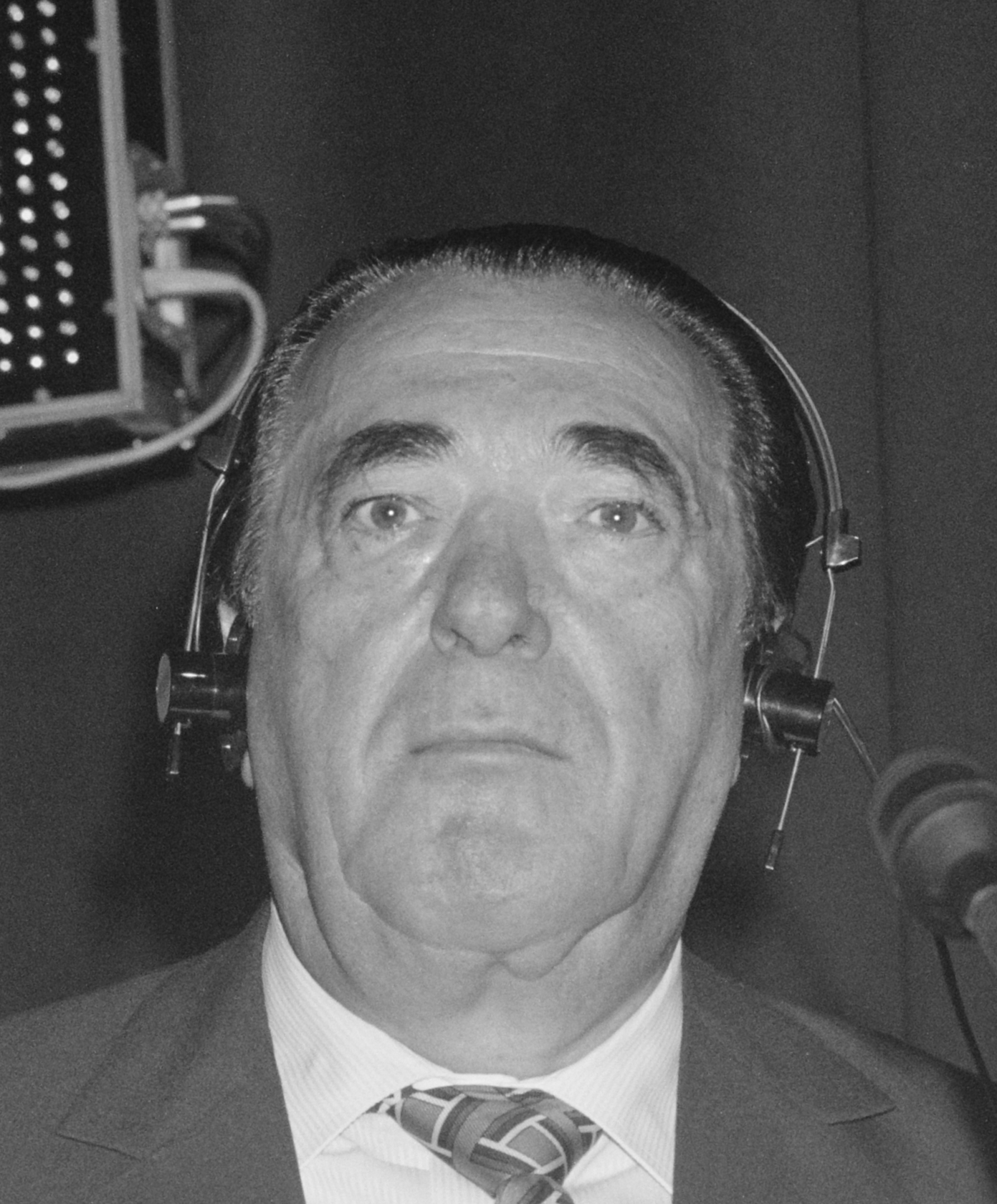
Robert Maxwell (1989)

Robert Maxwell, właśc. Jan Ludvik Hoch (ur. 10 czerwca 1923 w Slatinskich Dolach, zm. 5 listopada 1991 w pobliżu Wysp Kanaryjskich) – brytyjski wydawca i przedsiębiorca prasowy, polityk.

## Życiorys
Urodzony w ortodoksyjnej rodzinie żydowskiej Mechela Hocha i Hany Szlomowicz w miejscowości Slatinské Doly w Czechosłowacji (obecnie Sołotwyno na Ukrainie). Językiem używanym w rodzinie był jidysz. Większość członków jego najbliższej rodziny (dziadek, ojciec, matka i trzy siostry) oraz krewni zostali zamordowani w Auschwitz.
W czasie II wojny światowej był oficerem armii brytyjskiej, służbę zakończył w stopniu kapitana, odznaczony Military Cross.
W 1951 zakupił wydawnictwo naukowe Pergamon Press. W latach 1964–1970 był członkiem parlamentu z ramienia Partii Pracy.
Od 1981 właściciel Maxwell Communication Corporation, od 1986 wydawnictw Media Press, European Satellite TV Broadcasting Consortium; współudziałowiec Agencji Reutera, Agence Centrale De Presse, TF 1; wydawca m.in. „Daily Mirror” i „The European”. Jego metody prowadzenia biznesu w sferze mediów były niejednokrotnie publicznie krytykowane.
Zmarł w niejasnych okolicznościach na morzu, prawdopodobnie po wypadnięciu z jachtu do Oceanu Atlantyckiego w pobliżu Wysp Kanaryjskich. Został pochowany na Górze Oliwnej w Jerozolimie.
30 grudnia 1988 roku Uniwersytet im. Adama Mickiewicza nadał mu tytuł doktora honoris causa.